# Simulium furculatum
Simulium furculatum är en tvåvingeart som först beskrevs av Shewell 1952.  Simulium furculatum ingår i släktet Simulium och familjen knott. Inga underarter finns listade i Catalogue of Life.